# Condado de Hamilton (Ohio)
O Condado de Hamilton (em inglês:  Hamilton County) é um dos 88 condados do estado americano do Ohio. A sede e maior cidade do condado é Cincinnati. Foi fundado em 2 de janeiro de 1790.
O condado possui uma área de 1 069 km², dos quais 1 051 km² estão cobertos por terra e 17 km² por água, uma população de 802 374 habitantes, e uma densidade populacional de 763,2 hab/km² (segundo o censo nacional de 2010). É o terceiro condado mais populoso do Ohio.